# Chiesa di San Pietro Apostolo (Cadeo)
La chiesa di San Pietro Apostolo è la parrocchiale di Cadeo, in provincia di Piacenza e diocesi di Piacenza-Bobbio; fa parte del vicariato della Val d'Arda.

## Storia
Già nel XIV secolo era presente a Cadeo un luogo di culto.
Tra il 1935 e il 1953 la chiesa fu interessata da un intervento di rifacimento, durante il quale si provvide anche a costruire l'abside e la facciata, disegnata da Pietro Berzolla; in quest'occasione, nel 1944 l'interno venne abbellito da Alberto Aspetti.
Nel 1966 la copertura venne interessata da un intervento di ripristino e successivamente fu aggiunto il nuovo altare rivolto verso l'assemblea, in ossequio alle norme postconciliari.

## Descrizione

### Esterno
La facciata a salienti in mattoni a vista della chiesa, affacciata su un sagrato di grandi dimensioni e rivolta a ponente, si compone di tre parti: quella centrale, più ampia, presenta, inscritti in un arco a tutto sesto strombato il portale d'ingresso lunettato, costruito in stile romanico nel XII secolo da Nicolò da Ferrara e decorato con i rilievi della Madonna col Bambino affiancata da San Pietro e da San Giovanni e proveniente da un edificio preesistente, forse la chiesa degli agostiniani demolita nel XIX secolo, e il rosone, mentre le due ali laterali sono caratterizzate da copertura piatta.
Annesso alla parrocchiale è il campanile a pianta quadrata, frutto di un rifacimento dell'antica torre del castello cadeense, del quale la chiesa stessa è posta a chiusura della cinta muraria sul lato settentrionale; la cella presenta su ogni lato una bifora ed è coperta dal tetto a quattro falde.

### Interno
L'interno dell'edificio, che consta di quattro campate, si compone di un'unica navata, sulla quale si affacciano le cappelle laterali, introdotte da archi a tutto sesto e tra loro intercomunicanti, e le cui pareti sono scandite da lesene sorreggenti la trabeazione sopra la quale si impostano le volte a crociera; al termine dell'aula si sviluppa il presbiterio, rialzato di un gradino e chiuso dall'abside, il cui catino è abbellito da costolonature dipinte.